# Campionati europei di sollevamento pesi 2019
I Campionati europei di sollevamento pesi 2019, 100ª edizione maschile e 32ª femminile della manifestazione, si sono svolti dal 6 al 13 aprile a Batumi, in Georgia, allo Sports Palace Batumi.
In base alle variazioni avvenute nel corso del suo svolgimento, l'edizione è conteggiata come:
- la 78ª effettivamente organizzata;
- la 98ª secondo la numerazione della EWF;
- la 100ª secondo la numerazione della IWF.

## Squalifiche
Le competizioni furono caratterizzate da cinque squalifiche:
- Bünyamin Sezer, nei pesi gallo maschili, che giunse secondo;
- Maksim Mudreuski, nei pesi massimi leggeri maschili, che giunse quarto;
- Irmantas Kačinskas, nei pesi massimi leggeri maschili, che giunse tredicesimo;
- Žygimantas Stanulis nei pesi massimi primi maschili, che non terminò la gara;
- Eleni Konstantinidi nei pesi massimi primi femminili, che vinse la gara.

## Titoli in palio
Per la prima volta, sono stati assegnati 20 titoli nel totale dell'esercizio (60 considerando anche le due specialità, lo strappo e lo slancio) in 10 categorie maschili e 10 femminili, sotto elencate.
Categorie maschili
| Categoria            | Eventi         | Atleti | Gruppi |
| -------------------- | -------------- | ------ | ------ |
| Pesi mosca           | Fino a 55 kg   | 9      | 2      |
| Pesi gallo           | Fino a 61 kg   | 14     | 2      |
| Pesi piuma           | Fino a 67 kg   | 11     | 2      |
| Pesi leggeri         | Fino a 73 kg   | 15     | 2      |
| Pesi medi            | Fino a 81 kg   | 26     | 3      |
| Pesi massimi leggeri | Fino a 89 kg   | 20     | 2      |
| Pesi mediomassimi    | Fino a 96 kg   | 23     | 2      |
| Pesi massimi primi   | Fino a 102 kg  | 16     | 2      |
| Pesi massimi         | Fino a 109 kg  | 21     | 2      |
| Pesi supermassimi    | Oltre i 109 kg | 19     | 2      |

Categorie femminili
| Categoria            | Eventi          | Atlete | Gruppi |
| -------------------- | --------------- | ------ | ------ |
| Pesi mosca           | Fino a 45 kg    | 8      | 2      |
| Pesi gallo           | Fino a 49 kg    | 12     | 2      |
| Pesi piuma           | Fino a 55 kg    | 21     | 2      |
| Pesi leggeri         | Fino a 59 kg    | 25     | 3      |
| Pesi medi            | Fino a 64 kg    | 23     | 3      |
| Pesi massimi leggeri | Fino a 71 kg    | 16     | 2      |
| Pesi mediomassimi    | Fino a 76 kg    | 18     | 2      |
| Pesi massimi primi   | Fino a 81 kg    | 7      | 2      |
| Pesi massimi         | Fino a 87 kg    | 8      | 2      |
| Pesi supermassimi    | Oltre gli 87 kg | 10     | 2      |

## Calendario eventi
Il 17 febbraio 2019 viene diffuso il calendario dei titoli da assegnare nelle otto giornate di gare.
| Giorno→ Categoria ↓ | Sa 06 | Do 07 | Lu 08 | Ma 09 | Me 10 | Gi 11 | Ve 12 | Sa 13 |
| ------------------- | ----- | ----- | ----- | ----- | ----- | ----- | ----- | ----- |
| 55 kg               | ●     |       |       |       |       |       |       |       |
| 61 kg               |       | ●     |       |       |       |       |       |       |
| 67 kg               |       |       | ●     |       |       |       |       |       |
| 73 kg               |       |       |       | ●     |       |       |       |       |
| 81 kg               |       |       |       |       | ●     |       |       |       |
| 89 kg               |       |       |       |       |       | ●     |       |       |
| 96 kg               |       |       |       |       |       |       | ●     |       |
| 102 kg              |       |       |       |       |       |       |       | ●     |
| 109 kg              |       |       |       |       |       |       |       | ●     |
| +109 kg             |       |       |       |       |       |       |       | ●     |

| Giorno→ Categoria ↓ | Sa 06 | Do 07 | Lu 08 | Ma 09 | Me 10 | Gi 11 | Ve 12 | Sa 13 |
| ------------------- | ----- | ----- | ----- | ----- | ----- | ----- | ----- | ----- |
| 45 kg               | ●     |       |       |       |       |       |       |       |
| 49 kg               | ●     |       |       |       |       |       |       |       |
| 55 kg               |       | ●     |       |       |       |       |       |       |
| 59 kg               |       |       | ●     |       |       |       |       |       |
| 64 kg               |       |       |       | ●     |       |       |       |       |
| 71 kg               |       |       |       |       | ●     |       |       |       |
| 76 kg               |       |       |       |       |       | ●     |       |       |
| 81 kg               |       |       |       |       |       |       | ●     |       |
| 87 kg               |       |       |       |       |       |       | ●     |       |
| +87 kg              |       |       |       |       |       |       |       | ●     |

## Nazioni partecipanti

### Iscritte
Il 7 febbraio 2019 è diffusa la lista degli atleti iscritti ai campionati, che sono 401 (214 uomini e 187 donne, incluse le riserve), rappresentanti di 42 nazioni. Nella categoria dei pesi massimi primi femminili (fino a 81 kg), qui al loro esordio, le atlete iscritte erano 4 (compresa una riserva); il 6 marzo furono iscritte altre quattro atlete per poter disputare la gara.
- Albania  (5)
- Armenia  (16)
- Austria  (3)
- Azerbaigian  (12)
- Belgio  (5)
- Bielorussia  (20)
- Bulgaria  (15)
- Cipro  (1)
- Croazia  (4)
- Danimarca  (11)
- Estonia  (2)
- Finlandia  (10)
- Francia  (9)
- Georgia  (18)
- Germania  (11)
- Grecia  (6)
- Irlanda  (5)
- Islanda  (2)
- Israele  (10)
- Italia  (15)
- Kosovo  (3)
- Lettonia  (7)
- Lituania  (9)
- Malta  (1)
- Moldavia  (7)
- Norvegia  (7)
- Paesi Bassi  (2)
- Polonia  (21)
- Regno Unito  (16)
- Rep. Ceca  (12)
- Romania  (15)
- Russia  (24)
- San Marino  (1)
- Serbia  (4)
- Slovacchia  (9)
- Slovenia  (3)
- Spagna  (14)
- Svezia  (9)
- Svizzera  (3)
- Turchia  (25)
- Ucraina  (20)
- Ungheria  (9)

### Effettive
Le nazioni che hanno partecipato ai campionati furono 41 per un totale di 322 partecipanti (174 atleti e 148 atlete). Tra parentesi i partecipanti per nazione. Rispetto alle iscrizioni, si ritira la Svizzera.
- Albania  (5)
- Armenia  (13)
- Austria  (3)
- Azerbaigian  (5)
- Belgio  (4)
- Bielorussia  (16)
- Bulgaria  (9)
- Cipro  (1)
- Croazia  (5)
- Danimarca  (10)
- Estonia  (2)
- Finlandia  (8)
- Francia  (9)
- Georgia  (13)
- Germania  (11)
- Grecia  (6)
- Irlanda  (1)
- Islanda  (2)
- Israele  (8)
- Italia  (10)
- Kosovo  (2)
- Lettonia  (7)
- Lituania  (5)
- Malta  (1)
- Moldavia  (4)
- Norvegia  (7)
- Paesi Bassi  (2)
- Polonia  (15)
- Regno Unito  (15)
- Rep. Ceca  (12)
- Romania  (14)
- Russia  (20)
- San Marino  (1)
- Serbia  (4)
- Slovacchia  (8)
- Slovenia  (2)
- Spagna  (11)
- Svezia  (9)
- Turchia  (20)
- Ucraina  (13)
- Ungheria  (9)

## Risultati

### Categorie maschili
| Evento             | Oro                | Oro    | Argento            | Argento | Bronzo               | Bronzo |
| ------------------ | ------------------ | ------ | ------------------ | ------- | -------------------- | ------ |
| 55 kg (Dettagli)   |                    |        |                    |         |                      |        |
| Strappo            | Mirco Scarantino   | 116 kg | Muammer Şahin      | 112 kg  | Cristian Marian Luca | 111 kg |
| Slancio            | Angel Rusev        | 146 kg | Mirco Scarantino   | 145 kg  | Muammer Şahin        | 135 kg |
| Totale             | Mirco Scarantino   | 261 kg | Angel Rusev        | 256 kg  | Muammer Şahin        | 247 kg |
| 61 kg (Dettagli)   |                    |        |                    |         |                      |        |
| Strappo            | Henadz' Lapceŭ     | 133 kg | Ferdi Hardal       | 127 kg  | Shota Mishvelidze    | 125 kg |
| Slancio            | Shota Mishvelidze  | 156 kg | Ferdi Hardal       | 155 kg  | Jon Luke Mau         | 154 kg |
| Totale             | Henadz' Lapceŭ     | 286 kg | Ferdi Hardal       | 282 kg  | Shota Mishvelidze    | 281 kg |
| 67 kg (Dettagli)   |                    |        |                    |         |                      |        |
| Strappo            | Daniyar İsmayilov  | 147 kg | Simon Brandhuber   | 146 kg  | Mirko Zanni          | 142 kg |
| Slancio            | Bernardin Matam    | 175 kg | Goga Chkheidze     | 169 kg  | Simon Brandhuber     | 165 kg |
| Totale             | Bernardin Matam    | 312 kg | Simon Brandhuber   | 311 kg  | Goga Chkheidze       | 308 kg |
| 73 kg (Dettagli)   |                    |        |                    |         |                      |        |
| Strappo            | Briken Calja       | 156 kg | Vadzim Licharad    | 153 kg  | Božidar Andreev      | 153 kg |
| Slancio            | Božidar Andreev    | 192 kg | Briken Calja       | 183 kg  | David Sánchez        | 183 kg |
| Totale             | Božidar Andreev    | 345 kg | Briken Calja       | 339 kg  | Vadzim Licharad      | 335 kg |
| 81 kg (Dettagli)   |                    |        |                    |         |                      |        |
| Strappo            | Ritvars Suharevs   | 162 kg | Andrés Mata        | 160 kg  | Erkand Qerimaj       | 159 kg |
| Slancio            | Antonino Pizzolato | 201 kg | Celil Erdoğdu      | 196 kg  | Pjotr Asajonak       | 196 kg |
| Totale             | Antonino Pizzolato | 356 kg | Pjotr Asajonak     | 355 kg  | Ritvars Suharevs     | 354 kg |
| 89 kg (Dettagli)   |                    |        |                    |         |                      |        |
| Strappo            | Revaz Davitadze    | 170 kg | Davit Hovhannisyan | 165 kg  | Hakob Mkrtchyan      | 164 kg |
| Slancio            | Hakob Mkrtchyan    | 207 kg | Revaz Davitadze    | 200 kg  | Krenar Shoraj        | 195 kg |
| Totale             | Hakob Mkrtchyan    | 371 kg | Revaz Davitadze    | 370 kg  | Davit Hovhannisyan   | 360 kg |
| 96 kg (Dettagli)   |                    |        |                    |         |                      |        |
| Strappo            | Jaŭhen Cichancoŭ   | 178 kg | Anton Pliesnoi     | 173 kg  | Kyryl Pyrohov        | 171 kg |
| Slancio            | Jaŭhen Cichancoŭ   | 222 kg | Egor Klimonov      | 210 kg  | Vadims Koževņikovs   | 207 kg |
| Totale             | Jaŭhen Cichancoŭ   | 400 kg | Egor Klimonov      | 378 kg  | Anton Pliesnoi       | 377 kg |
| 102 kg (Dettagli)  |                    |        |                    |         |                      |        |
| Strappo            | Dmytro Čumak       | 175 kg | Vadzim Stral'coŭ   | 170 kg  | Irakli Chkheidze     | 169 kg |
| Slancio            | Dmytro Čumak       | 216 kg | Samvel Gasparyan   | 209 kg  | Kostiantyn Reva      | 207 kg |
| Totale             | Dmytro Čumak       | 391 kg | Samvel Gasparyan   | 377 kg  | Vadzim Stral'coŭ     | 376 kg |
| 109 kg (Dettagli)  |                    |        |                    |         |                      |        |
| Strappo            | Simon Martirosyan  | 192 kg | Rodion Bočkov      | 192 kg  | Andrėj Aramnaŭ       | 190 kg |
| Slancio            | Simon Martirosyan  | 235 kg | Artūrs Plēsnieks   | 225 kg  | Arkadiusz Michalski  | 221 kg |
| Totale             | Simon Martirosyan  | 427 kg | Andrėj Aramnaŭ     | 411 kg  | Rodion Bočkov        | 410 kg |
| +109 kg (Dettagli) |                    |        |                    |         |                      |        |
| Strappo            | Lasha Talakhadze   | 218 kg | Irakli Turmanidze  | 206 kg  | Gor Minasyan         | 200 kg |
| Slancio            | Lasha Talakhadze   | 260 kg | Ruben Aleksanyan   | 245 kg  | Irakli Turmanidze    | 241 kg |
| Totale             | Lasha Talakhadze   | 478 kg | Irakli Turmanidze  | 447 kg  | Ruben Aleksanyan     | 440 kg |

### Categorie femminili
| Evento           | Oro                 | Oro    | Argento             | Argento | Bronzo                | Bronzo |
| ---------------- | ------------------- | ------ | ------------------- | ------- | --------------------- | ------ |
| 45 kg (Dettagli) |                     |        |                     |         |                       |        |
| Strappo          | Şaziye Erdoğan      | 75 kg  | Julija Asajonak     | 69 kg   | Ivana Petrova         | 69 kg  |
| Slancio          | Ivana Petrova       | 89 kg  | Şaziye Erdoğan      | 88 kg   | Adriana Pană          | 84 kg  |
| Totale           | Şaziye Erdoğan      | 163 kg | Ivana Petrova       | 158 kg  | Julija Asajonak       | 150 kg |
| 49 kg            |                     |        |                     |         |                       |        |
| Strappo          | Elena Andrieș       | 87 kg  | Kristina Sobol'     | 85 kg   | Anaïs Michel          | 79 kg  |
| Slancio          | Elena Andrieș       | 103 kg | Giorgia Russo       | 103 kg  | Manon Lorentz         | 99 kg  |
| Totale           | Elena Andrieș       | 190 kg | Kristina Sobol'     | 180 kg  | Giorgia Russo         | 178 kg |
| 55 kg            |                     |        |                     |         |                       |        |
| Strappo          | Lucrezia Magistris  | 90 kg  | Svetlana Eršova     | 90 kg   | Joanna Łochowska      | 87 kg  |
| Slancio          | Joanna Łochowska    | 112 kg | Svetlana Eršova     | 108 kg  | Ayşegül Çoban         | 106 kg |
| Totale           | Joanna Łochowska    | 199 kg | Svetlana Eršova     | 198 kg  | Kristina Novickaja    | 190 kg |
| 59 kg            |                     |        |                     |         |                       |        |
| Strappo          | Rebeka Koha         | 101 kg | Izabella Yaylyan    | 96 kg   | Aleksandra Kozlova    | 96 kg  |
| Slancio          | Rebeka Koha         | 120 kg | Tat'jana Aleeva     | 120 kg  | Florina Sorina Hulpan | 117 kg |
| Totale           | Rebeka Koha         | 221 kg | Tat'jana Aleeva     | 214 kg  | Aleksandra Kozlova    | 213 kg |
| 64 kg            |                     |        |                     |         |                       |        |
| Strappo          | Loredana Toma       | 111 kg | Irina Lepșa         | 102 kg  | Giorgia Bordignon     | 101 kg |
| Slancio          | Loredana Toma       | 128 kg | Zoe Smith           | 128 kg  | Irina Lepșa           | 127 kg |
| Totale           | Loredana Toma       | 239 kg | Irina Lepșa         | 229 kg  | Zoe Smith             | 224 kg |
| 71 kg            |                     |        |                     |         |                       |        |
| Strappo          | Anastasija Romanova | 112 kg | Mădălina Molie      | 101 kg  | Nicole Rubanovich     | 96 kg  |
| Slancio          | Anastasija Romanova | 128 kg | Emily Godley        | 123 kg  | Maria Åkerlund        | 118 kg |
| Totale           | Anastasija Romanova | 240 kg | Emily Godley        | 216 kg  | Mădălina Molie        | 215 kg |
| 76 kg            |                     |        |                     |         |                       |        |
| Strappo          | Lidia Valentín      | 108 kg | Dar'ja Navumava     | 106 kg  | Gaëlle Nayo-Ketchanke | 103 kg |
| Slancio          | Dar'ja Navumava     | 136 kg | Lidia Valentín      | 133 kg  | Patricia Strenius     | 132 kg |
| Totale           | Dar'ja Navumava     | 242 kg | Lidia Valentín      | 241 kg  | Patricia Strenius     | 233 kg |
| 81 kg            |                     |        |                     |         |                       |        |
| Strappo          | Anna van Bellinghen | 103 kg | Nina Schroth        | 102 kg  | Liana Gyurjyan        | 97 kg  |
| Slancio          | Liana Gyurjyan      | 120 kg | Nina Schroth        | 120 kg  | Anna van Bellinghen   | 118 kg |
| Totale           | Nina Schroth        | 222 kg | Anna van Bellinghen | 221 kg  | Liana Gyurjyan        | 217 kg |
| 87 kg            |                     |        |                     |         |                       |        |
| Strappo          | Ksenija Paschina    | 110 kg | Diana Mstieva       | 110 kg  | Tat'ev Hakobyan       | 105 kg |
| Slancio          | Ksenija Paschina    | 132 kg | Diana Mstieva       | 130 kg  | Sarah Fischer         | 129 kg |
| Totale           | Ksenija Paschina    | 242 kg | Diana Mstieva       | 240 kg  | Sarah Fischer         | 231 kg |
| +87 kg           |                     |        |                     |         |                       |        |
| Strappo          | Tat'jana Kaširina   | 146 kg | Anastasija Lysenko  | 120 kg  | Emily Campbell        | 115 kg |
| Slancio          | Tat'jana Kaširina   | 185 kg | Anastasija Lysenko  | 148 kg  | Emily Campbell        | 145 kg |
| Totale           | Tat'jana Kaširina   | 331 kg | Anastasija Lysenko  | 268 kg  | Emily Campbell        | 260 kg |

## Medagliere

### Grandi (totale)
Riferito al totale dell'esercizio: 19 nazioni sono entrate nel medagliere.
| Posiz. | Nazione     | Oro | Argento | Bronzo | Totale |
| ------ | ----------- | --- | ------- | ------ | ------ |
| 1      | Russia      | 3   | 5       | 3      | 11     |
| 2      | Bielorussia | 3   | 2       | 3      | 8      |
| 3      | Armenia     | 2   | 1       | 3      | 6      |
| 4      | Romania     | 2   | 1       | 1      | 4      |
| 5      | Italia      | 2   | 0       | 1      | 3      |
| 6      | Georgia     | 1   | 2       | 3      | 6      |
| 7      | Bulgaria    | 1   | 2       | 0      | 3      |
| 8      | Turchia     | 1   | 1       | 1      | 3      |
| 9      | Germania    | 1   | 1       | 0      | 2      |
| 9      | Ucraina     | 1   | 1       | 0      | 2      |
| 11     | Lettonia    | 1   | 0       | 1      | 2      |
| 12     | Francia     | 1   | 0       | 0      | 1      |
| 12     | Polonia     | 1   | 0       | 0      | 1      |
| 14     | Regno Unito | 0   | 1       | 2      | 3      |
| 15     | Albania     | 0   | 1       | 0      | 1      |
| 15     | Belgio      | 0   | 1       | 0      | 1      |
| 15     | Spagna      | 0   | 1       | 0      | 1      |
| 18     | Austria     | 0   | 0       | 1      | 1      |
| 18     | Svezia      | 0   | 0       | 1      | 1      |
| Totale | Totale      | 20  | 20      | 20     | 60     |

### Grandi (totale) e Piccole (Strappo e Slancio)
Riferito al totale dell'esercizio e delle due specialità: 20 nazioni sono entrate nel medagliere.
| Posiz. | Nazione     | Oro | Argento | Bronzo | Totale |
| ------ | ----------- | --- | ------- | ------ | ------ |
| 1      | Russia      | 9   | 13      | 4      | 26     |
| 2      | Bielorussia | 7   | 6       | 5      | 18     |
| 3      | Armenia     | 6   | 5       | 7      | 18     |
| 4      | Romania     | 6   | 3       | 5      | 14     |
| 5      | Georgia     | 5   | 6       | 6      | 17     |
| 6      | Italia      | 5   | 2       | 3      | 10     |
| 7      | Bulgaria    | 4   | 2       | 2      | 8      |
| 8      | Lettonia    | 4   | 1       | 2      | 7      |
| 9      | Turchia     | 3   | 6       | 3      | 12     |
| 10     | Ucraina     | 3   | 3       | 2      | 8      |
| 11     | Francia     | 2   | 0       | 3      | 5      |
| 12     | Polonia     | 2   | 0       | 2      | 4      |
| 13     | Germania    | 1   | 4       | 2      | 7      |
| 14     | Spagna      | 1   | 3       | 1      | 5      |
| 15     | Albania     | 1   | 2       | 2      | 5      |
| 16     | Belgio      | 1   | 1       | 1      | 3      |
| 17     | Regno Unito | 0   | 3       | 4      | 7      |
| 18     | Svezia      | 0   | 0       | 3      | 3      |
| 19     | Austria     | 0   | 0       | 2      | 2      |
| 20     | Israele     | 0   | 0       | 1      | 1      |
| Totale | Totale      | 60  | 60      | 60     | 180    |

## Classifica a squadre

### Sistema di punteggio
Il sistema di punteggio è indicato dalla sommatoria dell'esercizio totale e delle due specialità in base allo schema adottato nel 1996:

### Categorie maschili
| Pos. | Squadra     | Punti |
| ---- | ----------- | ----- |
| 1    | Georgia     | 636   |
| 2    | Bielorussia | 634   |
| 3    | Armenia     | 596   |
| 4    | Russia      | 596   |
| 5    | Turchia     | 556   |
| 6    | Ucraina     | 426   |
| 7    | Bulgaria    | 362   |
| 8    | Romania     | 333   |
| 9    | Italia      | 332   |
| 10   | Germania    | 323   |
| 11   | Polonia     | 315   |
| 12   | Rep. Ceca   | 312   |
| 13   | Lettonia    | 303   |
| 14   | Spagna      | 290   |
| 15   | Albania     | 245   |
| 16   | Francia     | 244   |
| 17   | Regno Unito | 181   |
| 18   | Moldavia    | 170   |
| 19   | Slovacchia  | 153   |
| 20   | Serbia      | 145   |
| 21   | Azerbaigian | 129   |
| 22   | Lituania    | 124   |
| 23   | Grecia      | 109   |
| 24   | Austria     | 94    |
| 25   | Israele     | 88    |
| 26   | Danimarca   | 88    |
| 27   | Ungheria    | 81    |
| 28   | Finlandia   | 61    |
| 29   | Svezia      | 54    |
| 30   | Cipro       | 47    |
| 31   | Croazia     | 47    |
| 32   | Paesi Bassi | 44    |
| 33   | Estonia     | 38    |
| 34   | Belgio      | 35    |
| 35   | Norvegia    | 32    |
| 36   | Irlanda     | 23    |
| 37   | Slovenia    | 23    |
| 38   | Islanda     | 6     |
| 39   | Kosovo      | 3     |

### Categorie femminili
| Pos. | Squadra     | Punti |
| ---- | ----------- | ----- |
| 1    | Russia      | 736   |
| 2    | Turchia     | 575   |
| 3    | Romania     | 480   |
| 4    | Regno Unito | 454   |
| 5    | Polonia     | 425   |
| 6    | Bielorussia | 378   |
| 7    | Ungheria    | 321   |
| 8    | Svezia      | 318   |
| 9    | Armenia     | 268   |
| 10   | Italia      | 268   |
| 11   | Danimarca   | 257   |
| 12   | Grecia      | 252   |
| 13   | Israele     | 248   |
| 14   | Norvegia    | 243   |
| 15   | Ucraina     | 217   |
| 16   | Francia     | 214   |
| 17   | Spagna      | 199   |
| 18   | Germania    | 197   |
| 19   | Finlandia   | 194   |
| 20   | Bulgaria    | 174   |
| 21   | Rep. Ceca   | 140   |
| 22   | Belgio      | 138   |
| 23   | Lettonia    | 109   |
| 24   | Slovacchia  | 106   |
| 25   | Croazia     | 100   |
| 26   | Georgia     | 89    |
| 27   | Austria     | 68    |
| 28   | San Marino  | 54    |
| 29   | Moldavia    | 50    |
| 30   | Islanda     | 34    |
| 31   | Malta       | 27    |
| 32   | Paesi Bassi | 14    |
| 33   | Slovenia    | 8     |
| 34   | Kosovo      | 7     |

## Gare maschili

### 55 kg maschili
| Pos. | Atleta                     | Gruppo | Peso atleta | Strappo (kg) | Strappo (kg) | Strappo (kg) | Strappo (kg) | Slancio (kg) | Slancio (kg) | Slancio (kg) | Slancio (kg) | Totale |
| Pos. | Atleta                     | Gruppo | Peso atleta | 1            | 2            | 3            | Pos.         | 1            | 2            | 3            | Pos.         | Totale |
| ---- | -------------------------- | ------ | ----------- | ------------ | ------------ | ------------ | ------------ | ------------ | ------------ | ------------ | ------------ | ------ |
|      | Mirco Scarantino (ITA)     | A      | 54.88       | 110          | 112          | 116          |              | 136          | 140          | 145          |              | 261    |
|      | Angel Rusev (BUL)          | A      | 54.98       | 105          | 110          | 112          | 4            | 136          | 138          | 146          |              | 256    |
|      | Muammer Şahin (TUR)        | A      | 54.88       | 110          | 111          | 112          |              | 125          | 132          | 135          |              | 247    |
| 4    | Cristian Marian Luca (ROU) | A      | 54.72       | 103          | 109          | 111          |              | 130          | 134          | 137          | 5            | 245    |
| 5    | Oleg Musokhranov (RUS)     | A      | 54.78       | 108          | 111          | 111          | 5            | 130          | 134          | 135          | 4            | 243    |
| 6    | Valentin Iancu (ROU)       | A      | 54.94       | 102          | 107          | 107          | 7            | 130          | 134          | 136          | 6            | 232    |
| 7    | Daniel Lungu (MDA)         | B      | 54.84       | 102          | 106          | 106          | 6            | 120          | 125          | 125          | 8            | 226    |
| 8    | Sergio Massidda (ITA)      | A      | 54.92       | 100          | 100          | 105          | 8            | 125          | 130          | 130          | 7            | 225    |
| 9    | Muhammet Akkaya (TUR)      | B      | 54.94       | 88           | 93           | 93           | 9            | 108          | 115          | 120          | 9            | 213    |

### 61 kg maschili
| Pos. | Atleta                     | Gruppo | Peso atleta | Strappo (kg) | Strappo (kg) | Strappo (kg) | Strappo (kg) | Slancio (kg) | Slancio (kg) | Slancio (kg) | Slancio (kg) | Totale |
| Pos. | Atleta                     | Gruppo | Peso atleta | 1            | 2            | 3            | Pos.         | 1            | 2            | 3            | Pos.         | Totale |
| ---- | -------------------------- | ------ | ----------- | ------------ | ------------ | ------------ | ------------ | ------------ | ------------ | ------------ | ------------ | ------ |
|      | Henadz' Lapceŭ (BLR)       | A      | 60.60       | 126          | 130          | 133          |              | 150          | 152          | 153          | 4            | 286    |
|      | Ferdi Hardal (TUR)         | A      | 60.94       | 123          | 124          | 127          |              | 148          | 151          | 155          |              | 282    |
|      | Shota Mishvelidze (GEO)    | A      | 60.98       | 125          | 129          | 129          |              | 147          | 149          | 156          |              | 281    |
| 4    | Ramini Shamilishvili (GEO) | A      | 60.60       | 121          | 124          | 124          | 5            | 144          | 149          | 152          | 5            | 276    |
| 5    | Josué Brachi (ESP)         | A      | 59.98       | 122          | 125          | 128          | 4            | 145          | 148          | 151          | 8            | 273    |
| 6    | Jon Luke Mau (GER)         | A      | 60.86       | 115          | 119          | 121          | 8            | 149          | 149          | 154          |              | 273    |
| 7    | Davide Ruiu (ITA)          | A      | 60.90       | 115          | 120          | 123          | 7            | 145          | 149          | 153          | 7            | 269    |
| 8    | Rais Gainutdinov (RUS)     | B      | 60.85       | 115          | 120          | 120          | 6            | 143          | 143          | 147          | 9            | 267    |
| 9    | Stoyan Enev (BUL)          | A      | 60.84       | 115          | 115          | 119          | 12           | 150          | 154          | 155          | 6            | 265    |
| 10   | Ilie Ciotoiu (ROU)         | A      | 60.78       | 117          | 121          | 121          | 10           | 146          | 151          | 152          | 10           | 263    |
| 11   | Dmytro Sukhotskyi (UKR)    | B      | 60.70       | 110          | 114          | 117          | 9            | 135          | 140          | 140          | 12           | 257    |
| 12   | Pavlo Zalipskyi (UKR)      | B      | 59.40       | 112          | 112          | 116          | 11           | 135          | 140          | 140          | 11           | 256    |
| 13   | František Polák (CZE)      | B      | 60.25       | 102          | 106          | 110          | 13           | 130          | 135          | 140          | 13           | 241    |
| DSQ  | Bünyamin Sezer (TUR)       | A      | 60.94       | 129          | 132          | 134          | —            | 145          | 149          | 151          | —            | —      |

### 67 kg maschili
| Pos. | Atleta                  | Gruppo | Peso atleta | Strappo (kg) | Strappo (kg) | Strappo (kg) | Strappo (kg) | Slancio (kg) | Slancio (kg) | Slancio (kg) | Slancio (kg) | Totale |
| Pos. | Atleta                  | Gruppo | Peso atleta | 1            | 2            | 3            | Pos.         | 1            | 2            | 3            | Pos.         | Totale |
| ---- | ----------------------- | ------ | ----------- | ------------ | ------------ | ------------ | ------------ | ------------ | ------------ | ------------ | ------------ | ------ |
|      | Bernardin Matam (FRA)   | A      | 66.84       | 137          | 141          | 141          | 5            | 169          | 172          | 175          |              | 312    |
|      | Simon Brandhuber (GER)  | A      | 66.78       | 140          | 143          | 146          |              | 160          | 165          | 168          |              | 311    |
|      | Goga Chkheidze (GEO)    | A      | 66.72       | 132          | 136          | 139          | 4            | 165          | 169          | 173          |              | 308    |
| 4    | Mirko Zanni (ITA)       | A      | 66.74       | 140          | 140          | 142          |              | 163          | 167          | 167          | 4            | 305    |
| 5    | Daniel Vizitiu (ROU)    | A      | 66.82       | 135          | 140          | 140          | 6            | 155          | 159          | 160          | 7            | 295    |
| 6    | Feliks Khalibekov (RUS) | A      | 66.94       | 132          | 132          | 135          | 7            | 153          | 158          | 161          | 8            | 293    |
| 7    | Petar Angelov (BUL)     | A      | 66.74       | 125          | 130          | 133          | 8            | 156          | 163          | 163          | 9            | 289    |
| 8    | Gareth Evans (GBR)      | B      | 66.68       | 125          | 130          | 130          | 9            | 150          | 155          | 160          | 6            | 285    |
| —    | Daniyar İsmayilov (TUR) | A      | 66.50       | 145          | 147          | 154          |              | 165          | 165          | 166          | —            | —      |
| —    | Mohammed Siraj (GBR)    | A      | 66.64       | 110          | 115          | 120          | 10           | 138          | 138          | 138          | —            | —      |
| —    | Acorán Hernández (ESP)  | B      | 66.54       | 133          | 133          | 133          | —            | 155          | 159          | 161          | 5            | —      |

### 73 kg maschili
| Pos. | Atleta                      | Gruppo | Peso atleta | Strappo (kg) | Strappo (kg) | Strappo (kg) | Strappo (kg) | Slancio (kg) | Slancio (kg) | Slancio (kg) | Slancio (kg) | Totale |
| Pos. | Atleta                      | Gruppo | Peso atleta | 1            | 2            | 3            | Pos.         | 1            | 2            | 3            | Pos.         | Totale |
| ---- | --------------------------- | ------ | ----------- | ------------ | ------------ | ------------ | ------------ | ------------ | ------------ | ------------ | ------------ | ------ |
|      | Božidar Andreev (BUL)       | A      | 72.84       | 148          | 153          | 157          |              | 181          | 187          | 192          |              | 345    |
|      | Briken Calja (ALB)          | A      | 72.84       | 152          | 156          | 160          |              | 183          | 183          | 188          |              | 339    |
|      | Vadzim Licharad (BLR)       | A      | 72.86       | 153          | 156          | 157          |              | 176          | 176          | 182          | 4            | 335    |
| 4    | David Sánchez (ESP)         | A      | 72.88       | 143          | 147          | 147          | 7            | 177          | 183          | 183          |              | 330    |
| 5    | Muhammed Furkan Özbek (TUR) | A      | 72.88       | 140          | 145          | 148          | 8            | 174          | 180          | 184          | 5            | 325    |
| 6    | Sergei Petrov (RUS)         | A      | 72.80       | 145          | 150          | 154          | 4            | 173          | 180          | 181          | 7            | 323    |
| 7    | Marin Robu (MDA)            | A      | 72.82       | 140          | 145          | 148          | 5            | 168          | 173          | 176          | 8            | 321    |
| 8    | Ramazan İlhan (TUR)         | A      | 71.28       | 143          | 148          | 151          | 6            | 163          | 168          | 170          | 13           | 311    |
| 9    | Armen Grigoryan (ARM)       | A      | 72.88       | 140          | 145          | 145          | 10           | 170          | 175          | 175          | 10           | 310    |
| 10   | Paul Dumitraşcu (ROU)       | B      | 72.38       | 132          | 136          | 137          | 14           | 172          | 177          | 182          | 6            | 309    |
| 11   | Archil Malakmadze (GEO)     | B      | 72.16       | 133          | 138          | 141          | 9            | 160          | 167          | 171          | 12           | 308    |
| 12   | Tim Kring (DEN)             | B      | 72.94       | 134          | 134          | 138          | 12           | 165          | 169          | 172          | 11           | 307    |
| 13   | Petr Petrov (CZE)           | B      | 72.46       | 133          | 137          | 137          | 13           | 163          | 171          | 175          | 9            | 304    |
| 14   | Kanan Khalilov (AZE)        | B      | 72.76       | 120          | 124          | 128          | 15           | 140          | 144          | 145          | 14           | 269    |
| —    | Ivan Klim (BLR)             | A      | 72.70       | 140          | —            | —            | 11           | —            | —            | —            | —            | —      |

### 81 kg maschili
| Pos. | Atleta                   | Gruppo | Peso atleta | Strappo (kg) | Strappo (kg) | Strappo (kg) | Strappo (kg) | Slancio (kg) | Slancio (kg) | Slancio (kg) | Slancio (kg) | Totale |
| Pos. | Atleta                   | Gruppo | Peso atleta | 1            | 2            | 3            | Pos.         | 1            | 2            | 3            | Pos.         | Totale |
| ---- | ------------------------ | ------ | ----------- | ------------ | ------------ | ------------ | ------------ | ------------ | ------------ | ------------ | ------------ | ------ |
|      | Antonino Pizzolato (ITA) | A      | 80.92       | 155          | 155          | 160          | 6            | 190          | 195          | 201          |              | 356    |
|      | Pjotr Asajonak (BLR)     | A      | 80.56       | 159          | 159          | 162          | 4            | 191          | 195          | 196          |              | 355    |
|      | Ritvars Suharevs (LAT)   | A      | 80.76       | 155          | 160          | 162          |              | 183          | 187          | 192          | 5            | 354    |
| 4    | Celil Erdoğdu (TUR)      | A      | 80.50       | 153          | 153          | 156          | 5            | 182          | 191          | 196          |              | 352    |
| 5    | Andrés Mata (ESP)        | B      | 80.62       | 152          | 157          | 160          |              | 187          | 187          | 187          | 9            | 347    |
| 6    | Erkand Qerimaj (ALB)     | B      | 80.74       | 155          | 157          | 159          |              | 188          | 193          | 194          | 7            | 347    |
| 7    | Nico Müller (GER)        | A      | 80.52       | 150          | 155          | 159          | 7            | 190          | 195          | 196          | 6            | 345    |
| 8    | Rafik Harytyunyan (ARM)  | A      | 80.98       | 145          | 150          | 153          | 11           | 185          | 189          | 194          | 4            | 344    |
| 9    | Max Lang (GER)           | B      | 80.28       | 150          | 154          | 154          | 9            | 180          | 186          | 187          | 8            | 341    |
| 10   | Ihar Lozka (BLR)         | A      | 80.20       | 146          | 151          | 155          | 8            | 185          | 193          | 195          | 10           | 340    |
| 11   | Krzysztof Zwarycz (POL)  | A      | 80.62       | 152          | 152          | 156          | 10           | 183          | 186          | 187          | 11           | 335    |
| 12   | Apti Auchadov (RUS)      | B      | 80.90       | 145          | 150          | 150          | 14           | 180          | —            | —            | 12           | 325    |
| 13   | Jack Oliver (GBR)        | B      | 80.38       | 142          | 146          | 150          | 12           | 172          | 176          | 176          | 14           | 322    |
| 14   | Alejandro González (ESP) | B      | 80.70       | 140          | 145          | 148          | 15           | 175          | 180          | 180          | 15           | 320    |
| 15   | Petr Mareček (CZE)       | B      | 80.12       | 141          | 146          | 146          | 13           | 163          | 168          | 173          | 18           | 319    |
| 16   | Omed Alam (DEN)          | B      | 79.70       | 139          | 142          | 145          | 16           | 170          | 174          | 177          | 17           | 319    |
| 17   | Richard Tkáč (SVK)       | B      | 80.76       | 137          | 141          | 144          | 18           | 169          | 175          | 179          | 16           | 316    |
| 18   | Máté Kmegy (HUN)         | B      | 80.50       | 140          | 140          | 143          | 19           | 168          | 172          | 176          | 13           | 316    |
| 19   | Sean Brown (IRL)         | C      | 80.60       | 144          | 147          | 147          | 17           | 167          | 171          | 175          | 19           | 315    |
| 20   | Lomia Tebidze (GEO)      | C      | 79.68       | 130          | 134          | 137          | 21           | 163          | 170          | 179          | 21           | 307    |
| 21   | Kanan Aliguliyev (AZE)   | C      | 80.36       | 125          | 131          | 135          | 22           | 162          | 165          | 171          | 20           | 306    |
| 22   | Chris Murray (GBR)       | C      | 78.16       | 131          | 135          | 139          | 20           | 161          | 165          | 165          | 23           | 304    |
| 23   | Ervin Rozsnyik (SRB)     | C      | 80.06       | 135          | 140          | 140          | 23           | 165          | 170          | 170          | 22           | 300    |
| 24   | Einar Jónsson (ISL)      | C      | 74.16       | 110          | 115          | 120          | 24           | 140          | 145          | 147          | 24           | 262    |
| 25   | Arbnor Krasniqi (KOS)    | C      | 80.94       | 95           | 95           | 95           | 25           | 115          | 115          | 120          | 25           | 215    |
| —    | Daniel Godelli (ALB)     | A      | 80.56       | 160          | 161          | 161          | —            | —            | —            | —            | —            | —      |

### 89 kg maschili
| Pos. | Atleta                   | Gruppo | Peso atleta | Strappo (kg) | Strappo (kg) | Strappo (kg) | Strappo (kg) | Slancio (kg) | Slancio (kg) | Slancio (kg) | Slancio (kg) | Totale |
| Pos. | Atleta                   | Gruppo | Peso atleta | 1            | 2            | 3            | Pos.         | 1            | 2            | 3            | Pos.         | Totale |
| ---- | ------------------------ | ------ | ----------- | ------------ | ------------ | ------------ | ------------ | ------------ | ------------ | ------------ | ------------ | ------ |
|      | Hakob Mkrtchyan (ARM)    | A      | 88.82       | 160          | 164          | 166          |              | 201          | 207          | —            |              | 371    |
|      | Revaz Davitadze (GEO)    | A      | 88.22       | 164          | 167          | 170          |              | 194          | 199          | 200          |              | 370    |
|      | Davit Hovhannisyan (ARM) | A      | 88.50       | 155          | 160          | 165          |              | 185          | 192          | 195          | 4            | 360    |
| 4    | Bartłomiej Adamus (POL)  | A      | 89.00       | 152          | 157          | 160          | 4            | 187          | 192          | 193          | 7            | 350    |
| 5    | Krenar Shoraj (ALB)      | A      | 88.06       | 155          | 160          | 161          | 7            | 195          | 200          | 201          |              | 350    |
| 6    | Tudor Ciobanu (MDA)      | B      | 88.38       | 149          | 155          | 156          | 5            | 187          | 192          | 192          | 9            | 348    |
| 7    | Marin Gologan (ROU)      | A      | 88.02       | 152          | 152          | 157          | 8            | 186          | 193          | 196          | 6            | 345    |
| 8    | Armands Mežinskis (LAT)  | B      | 87.74       | 142          | 147          | 151          | 9            | 181          | 187          | 193          | 5            | 344    |
| 9    | Antonis Martasidis (CYP) | A      | 88.36       | 150          | 150          | 155          | 10           | 190          | 195          | 195          | 10           | 340    |
| 10   | Brandon Vautard (FRA)    | B      | 88.08       | 140          | 140          | 145          | 13           | 192          | 197          | 197          | 8            | 332    |
| 11   | Enzo Menoni (FRA)        | B      | 88.14       | 148          | 152          | 155          | 6            | 173          | 178          | 178          | 13           | 328    |
| 12   | Burak Sungu (BEL)        | B      | 87.34       | 143          | 148          | 152          | 11           | 165          | 170          | 175          | 14           | 318    |
| 13   | Amar Musić (CRO)         | B      | 87.40       | 138          | 142          | 145          | 12           | 170          | 175          | 180          | 12           | 317    |
| 14   | Peter Polaček (SVK)      | B      | 87.96       | 135          | 135          | 140          | 16           | 170          | 175          | 180          | 11           | 315    |
| 15   | Josef Kolář (CZE)        | B      | 88.40       | 133          | 136          | 139          | 15           | 165          | 170          | 175          | 15           | 309    |
| 16   | David Šircelj (SLO)      | B      | 81.48       | 115          | 119          | 121          | 17           | 143          | 148          | 152          | 16           | 263    |
| —    | Jesse Nykänen (FIN)      | B      | 88.92       | 139          | 143          | 143          | 14           | 170          | 170          | 171          | —            | —      |
| —    | Kacper Kłos (POL)        | B      | 86.64       | —            | —            | —            | —            | —            | —            | —            | —            | —      |
| DSQ  | Irmantas Kačinskas (LTU) | B      | 88.20       | 143          | 148          | 152          | —            | 170          | 175          | 180          | —            | —      |
| DSQ  | Maksim Mudreuski (BLR)   | A      | 88.80       | 156          | 161          | 166          | —            | 183          | 190          | 190          | —            | —      |

### 96 kg maschili
| Pos. | Atleta                    | Gruppo | Peso atleta | Strappo (kg) | Strappo (kg) | Strappo (kg) | Strappo (kg) | Slancio (kg) | Slancio (kg) | Slancio (kg) | Slancio (kg) | Totale |
| Pos. | Atleta                    | Gruppo | Peso atleta | 1            | 2            | 3            | Pos.         | 1            | 2            | 3            | Pos.         | Totale |
| ---- | ------------------------- | ------ | ----------- | ------------ | ------------ | ------------ | ------------ | ------------ | ------------ | ------------ | ------------ | ------ |
|      | Jaŭhen Cichancoŭ (BLR)    | A      | 95.66       | 170          | 174          | 178          |              | 204          | 210          | 222          |              | 400    |
|      | Egor Klimonov (RUS)       | A      | 95.78       | 162          | 166          | 168          | 4            | 205          | 206          | 210          |              | 378    |
|      | Anton Pliesnoi (GEO)      | A      | 95.66       | 165          | 170          | 173          |              | 198          | 204          | 204          | 4            | 377    |
| 4    | Četag Čugaev (RUS)        | A      | 95.22       | 165          | 170          | 171          | 5            | 201          | 210          | 213          | 6            | 366    |
| 5    | Kyryl Pyrohov (UKR)       | A      | 95.70       | 163          | 168          | 171          |              | 189          | 194          | 194          | 11           | 365    |
| 6    | Theodoros Iakovidis (GRE) | A      | 92.92       | 158          | 163          | 163          | 7            | 192          | 197          | 201          | 9            | 360    |
| 7    | Georgios Markoulas (GRE)  | A      | 95.78       | 155          | 155          | 160          | 10           | 195          | 200          | 205          | 7            | 360    |
| 8    | Vadims Koževņikovs (LAT)  | A      | 95.32       | 153          | 157          | 157          | 15           | 200          | 207          | 207          |              | 360    |
| 9    | Pawel Kulik (POL)         | B      | 95.66       | 150          | 151          | 156          | 13           | 191          | 196          | 203          | 5            | 359    |
| 10   | Pavlo Zakashevskyi (UKR)  | B      | 95.60       | 156          | 160          | 163          | 9            | 190          | 195          | 198          | 8            | 358    |
| 11   | Pawel Szmeja (POL)        | A      | 95.68       | 162          | 165          | 168          | 6            | 182          | 185          | 190          | 16           | 355    |
| 12   | Jürgen Spieß (GER)        | A      | 95.58       | 158          | 162          | 165          | 8            | 192          | 198          | 200          | 12           | 354    |
| 13   | Artur Mugurdumov (ISR)    | B      | 95.82       | 154          | 158          | 159          | 14           | 190          | 197          | 200          | 10           | 351    |
| 14   | Israel Kaikilekofe (FRA)  | B      | 92.00       | 153          | 158          | 160          | 11           | 188          | 191          | 191          | 13           | 349    |
| 15   | Ibrahim Arat (TUR)        | B      | 95.60       | 153          | 157          | 161          | 12           | 190          | 191          | 198          | 14           | 348    |
| 16   | Edmon Avetisyan (GBR)     | B      | 95.68       | 142          | 147          | 152          | 16           | 179          | 184          | 190          | 17           | 342    |
| 17   | Eero Retulainen (FIN)     | B      | 95.94       | 148          | 148          | 150          | 18           | 184          | 188          | 188          | 18           | 338    |
| 18   | Nailkhan Nabiyev (AZE)    | B      | 95.44       | 142          | 147          | 150          | 20           | 182          | 187          | 190          | 15           | 337    |
| 19   | Kamran Ismayilov (AZE)    | B      | 95.82       | 145          | 148          | 151          | 19           | 180          | 185          | 188          | 19           | 333    |
| 20   | Tomas Li-čin-chai (LTU)   | B      | 95.40       | 145          | 145          | 150          | 17           | 175          | 180          | 185          | 20           | 330    |
| 21   | Simon Darville (DEN)      | B      | 95.86       | 137          | 145          | 145          | 21           | 170          | 180          | 185          | 21           | 317    |
| 22   | Ensar Music (CRO)         | B      | 89.72       | 120          | 125          | 130          | 22           | 160          | 170          | 175          | 22           | 300    |
| —    | Nicolae Onica (ROU)       | A      | 95.22       | 160          | 160          | —            | —            | —            | —            | —            | —            | —      |

### 102 kg maschili
| Pos. | Atleta                    | Gruppo | Peso atleta | Strappo (kg) | Strappo (kg) | Strappo (kg) | Strappo (kg) | Slancio (kg) | Slancio (kg) | Slancio (kg) | Slancio (kg) | Totale |
| Pos. | Atleta                    | Gruppo | Peso atleta | 1            | 2            | 3            | Pos.         | 1            | 2            | 3            | Pos.         | Totale |
| ---- | ------------------------- | ------ | ----------- | ------------ | ------------ | ------------ | ------------ | ------------ | ------------ | ------------ | ------------ | ------ |
|      | Dmytro Čumak (UKR)        | A      | 101.42      | 171          | 175          | 175          |              | 210          | 216          | 220          |              | 391    |
|      | Samvel Gasparyan (ARM)    | A      | 101.50      | 160          | 160          | 168          | 4            | 209          | 216          | 217          |              | 377    |
|      | Vadzim Stral'coŭ (BLR)    | A      | 100.68      | 161          | 167          | 170          |              | 201          | 206          | 206          | 4            | 376    |
| 4    | Irakli Chkheidze (GEO)    | A      | 101.38      | 163          | 167          | 169          |              | 202          | 203          | 203          | 6            | 372    |
| 5    | Janis Griskovs (LAT)      | B      | 100.88      | 155          | 161          | 165          | 7            | 195          | 201          | 205          | 5            | 370    |
| 6    | Arsen Martirosyan (ARM)   | A      | 101.76      | 160          | 165          | 168          | 5            | 200          | 200          | 205          | 8            | 368    |
| 7    | Konstiantyn Reva (UKR)    | A      | 101.82      | 161          | 166          | 166          | 9            | 200          | 207          | 216          |              | 368    |
| 8    | Nenad Kuzic (SRB)         | A      | 101.42      | 160          | 164          | 165          | 11           | 200          | 206          | 208          | 7            | 360    |
| 9    | Łukasz Grela (POL)        | B      | 97.26       | 158          | 162          | 166          | 6            | 185          | 190          | 193          | 10           | 359    |
| 10   | Resul Elvan (TUR)         | A      | 101.68      | 155          | 160          | 167          | 12           | 194          | 196          | 196          | 9            | 356    |
| 11   | Arnas Sidkis (LTU)        | B      | 101.50      | 155          | 160          | 165          | 8            | 186          | 191          | 192          | 12           | 351    |
| 12   | Endri Karina (ALB)        | A      | 101.36      | 160          | 167          | 169          | 10           | 190          | 190          | 195          | 11           | 350    |
| 13   | Leho Pent (EST)           | B      | 100.12      | 140          | 147          | 152          | 13           | 165          | 177          | 185          | 13           | 337    |
| 14   | Alish Nazarov (AZE)       | B      | 100.38      | 142          | 147          | 151          | 14           | 176          | 181          | 185          | 15           | 332    |
| 15   | Jiří Gasior (CZE)         | B      | 101.10      | 143          | 143          | 147          | 15           | 180          | 185          | 190          | 14           | 328    |
| DSQ  | Žygimantas Stanulis (LTU) | B      | 100.58      | —            | —            | —            | —            | —            | —            | —            | —            | —      |

### 109 kg maschili
| Pos. | Atleta                    | Gruppo | Peso atleta | Strappo (kg) | Strappo (kg) | Strappo (kg) | Strappo (kg) | Slancio (kg) | Slancio (kg) | Slancio (kg) | Slancio (kg) | Totale |
| Pos. | Atleta                    | Gruppo | Peso atleta | 1            | 2            | 3            | Pos.         | 1            | 2            | 3            | Pos.         | Totale |
| ---- | ------------------------- | ------ | ----------- | ------------ | ------------ | ------------ | ------------ | ------------ | ------------ | ------------ | ------------ | ------ |
|      | Simon Martirosyan (ARM)   | A      | 108.98      | 187          | 192          | 197          |              | 225          | 235          | —            |              | 427    |
|      | Andrėj Aramnaŭ (BLR)      | A      | 108.50      | 181          | 186          | 190          |              | 216          | 221          | 226          | 4            | 411    |
|      | Rodion Bočkov (RUS)       | A      | 108.96      | 182          | 187          | 192          |              | 213          | 218          | 218          | 5            | 410    |
| 4    | Artūrs Plēsnieks (LAT)    | A      | 108.46      | 175          | 180          | 184          | 8            | 218          | 225          | 232          |              | 405    |
| 5    | Timur Naniev (RUS)        | A      | 109.00      | 176          | 182          | 186          | 4            | 215          | 225          | 225          | 7            | 401    |
| 6    | Arkadiusz Michalski (POL) | A      | 108.84      | 173          | 176          | 179          | 9            | 221          | 233          | 233          |              | 400    |
| 7    | Vasil Gospodinov (BUL)    | A      | 108.02      | 176          | 181          | 183          | 5            | 215          | 222          | 225          | 6            | 396    |
| 8    | Sargis Martirosjan (AUT)  | A      | 108.22      | 177          | 181          | 183          | 6            | 200          | 206          | 211          | 9            | 387    |
| 9    | Roman Zaitsev (UKR)       | A      | 108.22      | 166          | 169          | 173          | 10           | 208          | 208          | 217          | 8            | 381    |
| 10   | Marcos Ruiz (ESP)         | B      | 107.50      | 170          | 175          | 180          | 7            | 200          | 207          | 207          | 11           | 380    |
| 11   | Hristo Hristov (BUL)      | B      | 108.66      | 167          | 172          | 176          | 11           | 198          | 204          | —            | 10           | 376    |
| 12   | David Fischer (AUT)       | B      | 108.50      | 165          | 165          | 170          | 15           | 200          | 210          | —            | 12           | 365    |
| 13   | Oleksii Bibik (UKR)       | B      | 108.48      | 168          | 173          | 173          | 13           | 195          | 203          | 203          | 14           | 363    |
| 14   | Matej Kovac (SVK)         | B      | 108.74      | 163          | 167          | 167          | 16           | 197          | 199          | 199          | 13           | 362    |
| 15   | Matthäus Hofmann (GER)    | B      | 107.32      | 163          | 168          | 168          | 14           | 193          | 198          | 198          | 15           | 361    |
| 16   | Radoslav Tatarcik (SVK)   | B      | 108.46      | 167          | 171          | 172          | 12           | 183          | 186          | —            | 20           | 355    |
| 17   | Owen Boxall (GBR)         | B      | 107.08      | 155          | 162          | 165          | 17           | 190          | 197          | 198          | 17           | 345    |
| 18   | Stefan Agren (SWE)        | B      | 109.00      | 148          | 148          | 151          | 19           | 183          | 188          | 193          | 16           | 344    |
| 19   | Patrik Krywult (CZE)      | B      | 106.56      | 150          | 154          | 158          | 18           | 181          | 185          | 188          | 18           | 339    |
| 20   | Jani Heikkinen (FIN)      | B      | 107.81      | 140          | 140          | 145          | 21           | 173          | 180          | 184          | 19           | 329    |
| 21   | Sergej Lichovoj (LTU)     | B      | 104.78      | 148          | 154          | 154          | 20           | 172          | 180          | 187          | 21           | 328    |

### Oltre 109 kg maschili
| Pos. | Atleta                  | Gruppo | Peso atleta | Strappo (kg) | Strappo (kg) | Strappo (kg) | Strappo (kg) | Slancio (kg) | Slancio (kg) | Slancio (kg) | Slancio (kg) | Totale |
| Pos. | Atleta                  | Gruppo | Peso atleta | 1            | 2            | 3            | Pos.         | 1            | 2            | 3            | Pos.         | Totale |
| ---- | ----------------------- | ------ | ----------- | ------------ | ------------ | ------------ | ------------ | ------------ | ------------ | ------------ | ------------ | ------ |
|      | Lasha Talakhadze (GEO)  | A      | 170.10      | 208          | 218          | —            |              | 245          | 260          | —            |              | 478    |
|      | Irakli Turmanidze (GEO) | A      | 139.15      | 195          | 201          | 206          |              | 227          | 234          | 241          |              | 447    |
|      | Ruben Aleksanyan (ARM)  | A      | 153.10      | 190          | 195          | 200          | 5            | 240          | 245          | —            |              | 440    |
| 4    | Eduard Ziaziulin (BLR)  | A      | 132.80      | 191          | 196          | 199          | 4            | 221          | 221          | 227          | 6            | 423    |
| 5    | Gor Minasyan (ARM)      | A      | 152.25      | 200          | 205          | 205          |              | 222          | 234          | —            | 7            | 422    |
| 6    | Kamil Kucera (CZE)      | A      | 153.40      | 177          | 182          | 187          | 8            | 225          | 236          | 236          | 4            | 418    |
| 7    | Jiří Orság (CZE)        | A      | 130.00      | 175          | 179          | 180          | 10           | 225          | 235          | 242          | 5            | 415    |
| 8    | Antoniy Savchuk (RUS)   | A      | 136.70      | 180          | 185          | 190          | 6            | 220          | 225          | —            | 8            | 410    |
| 9    | Peter Nagy (HUN)        | B      | 155.95      | 180          | 185          | 188          | 7            | 210          | 219          | 223          | 9            | 404    |
| 10   | David Litvinov (ISR)    | B      | 126.50      | 173          | 177          | 181          | 9            | 202          | 208          | 212          | 13           | 393    |
| 11   | Tamas Kajdoci (SRB)     | B      | 145.80      | 165          | 170          | 175          | 11           | 210          | 215          | 220          | 11           | 385    |
| 12   | Enzo Kuworge (NED)      | B      | 146.40      | 160          | 165          | 170          | 12           | 206          | 213          | 217          | 10           | 382    |
| 13   | Anthony Coullet (FRA)   | B      | 147.80      | 155          | 160          | 165          | 13           | 205          | 212          | 223          | 12           | 372    |
| 14   | Tivadar Kajdocsi (SRB)  | B      | 129.60      | 150          | 155          | 160          | 14           | 200          | 210          | 210          | 14           | 360    |
| 15   | Kim Tollefsen (NOR)     | B      | 122.68      | 155          | 158          | 161          | 16           | 195          | 199          | 202          | 15           | 354    |
| 16   | Carl Lithen (SWE)       | B      | 143.52      | 146          | 150          | 154          | 17           | 193          | 200          | 202          | 16           | 347    |
| 17   | Ondrej Kruzel (SVK)     | B      | 118.44      | 150          | 155          | 156          | 15           | 183          | 190          | —            | 17           | 346    |
| —    | Teemu Roininen (FIN)    | B      | 141.54      | 151          | 156          | 156          | 18           | 193          | 195          | 195          | —            | —      |
| —    | Mart Seim (EST)         | A      | 149.80      | —            | —            | —            | —            | —            | —            | —            | —            | —      |

## Gare femminili

### 45 kg femminili
| Pos. | Atleta                  | Gruppo | Peso atleta | Strappo (kg) | Strappo (kg) | Strappo (kg) | Strappo (kg) | Slancio (kg) | Slancio (kg) | Slancio (kg) | Slancio (kg) | Totale |
| Pos. | Atleta                  | Gruppo | Peso atleta | 1            | 2            | 3            | Pos.         | 1            | 2            | 3            | Pos.         | Totale |
| ---- | ----------------------- | ------ | ----------- | ------------ | ------------ | ------------ | ------------ | ------------ | ------------ | ------------ | ------------ | ------ |
|      | Şaziye Erdoğan (TUR)    | A      | 44.96       | 70           | 73           | 75           |              | 88           | 91           | 91           |              | 163    |
|      | Ivana Petrova (BUL)     | A      | 45.00       | 65           | 67           | 69           |              | 83           | 85           | 89           |              | 158    |
|      | Julija Asajonak (BLR)   | A      | 44.74       | 64           | 67           | 69           |              | 81           | 83           | 83           | 5            | 150    |
| 4    | Ayşe Doğan (TUR)        | A      | 44.76       | 64           | 66           | 68           | 4            | 81           | 81           | 85           | 6            | 149    |
| 5    | Adriana Pană (ROU)      | A      | 44.62       | 62           | 65           | 68           | 5            | 82           | 82           | 84           |              | 149    |
| 6    | Hannah Powell (GBR)     | A      | 44.62       | 60           | 63           | 63           | 6            | 78           | 80           | 83           | 4            | 146    |
| 7    | Paulina Kudlaszyk (POL) | A      | 44.96       | 55           | 55           | 58           | 7            | 70           | 73           | 73           | 7            | 131    |
| 8    | Maria Giacomone (SMR)   | B      | 44.08       | 48           | 51           | 54           | 8            | 60           | 64           | 70           | 8            | 115    |